# The Serpent Power (album)
| Recensione   | Giudizio    |
| ------------ | ----------- |
| AllMusic     | [ 1 ]       |
| Sputnikmusic | 3.5 (Great) |

The Serpent Power è il primo (e unico) album discografico dell'omonimo gruppo di rock psichedelico statunitense, pubblicato dalla casa discografica Vanguard Records nel dicembre del 1967.

## Tracce
Lato A
Testi e musiche di David Meltzer.
1. Don't You Listen to Her – 2:20
2. Gently, Gently – 2:34
3. Open House – 3:30
4. Flying Away – 4:26
5. Nobody Blues – 3:49
6. Up and Down – 3:37

Lato B
Testi e musiche di David Meltzer.
1. Sky Baby – 2:31
2. Forget – 3:36
3. Dope Again – 0:47
4. Endless Tunnel – 13:23

## Musicisti
- David Meltzer - chitarra, armonica, voce
- Tina Meltzer - voce
- Denny Ellis - chitarra ritmica
- John Payne - organo
- David Stenson - basso
- Clark Coolidge - batteria

Musicista aggiunto
- Jean-Paul Pickens - banjo elettrico (brano: Endless Tunnel)

Note aggiuntive
- Samuel Charters - produttore, ingegnere delle registrazioni
- Registrazioni effettuate a San Francisco nel 1967
- Paul Kagan - fotografia
- Jules Halfant - design album[6][7]